# エド・クランシー
エド・クランシー（Ed Clancy、1985年3月12日 - ）は、イングランド、バーンズリー出身の自転車競技選手。本名はエドワード・クランシー（Edward Clancy）。大英帝国勲章(MBE)受章。

## 経歴
2005年、2006年の英国選手権連覇並びに、2006年～2007年シーズンのUCIトラックワールドカップ4戦中2戦、イギリスチームのメンバーとして優勝に貢献した実績により、2007年の世界選手権においてもイギリスチームの団体追抜のメンバーに選出され、ジェライント・トーマス、ポール・マニング、ブラッドリー・ウィギンスとともに優勝に貢献。
2007年～2008年シーズンからは、団体追抜においては不動のメンバーとして、UCIトラックワールドカップでは4戦中3戦で優勝メンバーの一員となり、母国・マンチェスターで開催された2008年の世界選手権では、上記の3人とともに同大会連覇に挑み、決勝のデンマーク戦において、3分56秒32の当時の世界記録をマークして連覇に貢献。
さらに同年の北京オリンピックでも、同年の世界選手権と同じメンバーで団体追抜種目に出場し、ここでも決勝で対戦したデンマーク戦において、3分53秒314の世界記録をマークし、金メダルを獲得した。
2010年、世界選手権、団体追い抜き2位、オムニアムでは順位点24で同種目初優勝。
2012年
- 世界選手権・団体追抜では、ジェライント・トーマス、ピーター・クナウフ、スティーヴン・バーク（予選はバークではなく、アンドリュー・テナント）とともに出場し優勝。また、決勝のオーストラリア戦において、3分53秒295の世界記録をマークした。
- ロンドンオリンピックにおいても、上記3人で挑み、予選で3分52秒499、決勝で3分51秒659のそれぞれ世界新記録をマークし、五輪同種目連覇に貢献した。

## 主な実績
2006年
- 欧州選手権（U23） 団体追抜 優勝
- UCIトラックワールドカップ2006-2007
  - モスクワ - 団体追抜 優勝

2007年
- UCIトラックワールドカップ2006-2007
  - マンチェスター - 団体追抜 優勝
- トラック世界選手権
  -  団体追抜 優勝（+ ジェライント・トーマス、ポール・マニング、ブラッドリー・ウィギンス）
- UCIトラックワールドカップ2007-2008
  - シドニー - 団体追抜 優勝
  - 北京 - 団体追抜 優勝

2008年
- UCIトラックワールドカップ2007-2008
  - コペンハーゲン - 団体追抜 優勝
- トラック世界選手権
  -  団体追抜 優勝（+ ジェライント・トーマス、ポール・マニング、ブラッドリー・ウィギンス）
- 北京オリンピック
  -  団体追抜 優勝（+ ジェライント・トーマス、ポール・マニング、ブラッドリー・ウィギンス）
- UCIトラックワールドカップ2008-2009
  - マンチェスター - 団体追抜 & 個人追抜 優勝

2009年
- UCIトラックワールドカップ2008-2009
  - コペンハーゲン - 団体追抜 優勝

2010年
- トラック世界選手権
  -  オムニアム 優勝
  - 団体追抜 2位
- 欧州選手権 団体追抜 優勝

2011年
- UCIトラックワールドカップ2010-2011
  - マンチェスター - 団体追抜 優勝
- トラック世界選手権
  - 団体追抜 3位
- 欧州選手権 団体追抜 & オムニアム 優勝

2012年
- トラック世界選手権
  -  団体追抜 優勝（+ ジェライント・トーマス、ピーター・クナウフ、スティーヴン・バーク）
- ロンドンオリンピック
  -  団体追抜 優勝（+ ジェライント・トーマス、ピーター・クナウフ、スティーヴン・バーク）
  -  オムニアム 3位

2013年
- トラック世界選手権
  - 団体追抜 2位